# Julien Staudenmann
Julien Staudenmann, né le 13 avril 1981 à Péry, est un joueur professionnel suisse de hockey sur glace. Il officie désormais comme arbitre.

## Carrière de joueur
Au mois de novembre 2012, il a signé pour une nouvelle saison professionnelle au HC La Chaux-de-Fonds après avoir commencé la saison en 2e ligue au HC Vallée de Joux. Il se blesse pendant la même saison signifiant la fin de sa carrière.

## Statistiques
| Saison    | Équipe               | Ligue    |    | Saison régulière | Saison régulière | Saison régulière | Saison régulière | Saison régulière |   | Séries éliminatoires | Séries éliminatoires | Séries éliminatoires | Séries éliminatoires | Séries éliminatoires |
| Saison    | Équipe               | Ligue    | PJ | B                | A                | Pts              | Pun              | PJ               | B | A                    | Pts                  | Pun                  |                      |                      |
| 2003-2004 | HC Ajoie             | LNB      | 36 | 2                | 2                | 4                | 22               | -                | - | -                    | -                    | -                    |                      |                      |
| 2004-2005 | HC Ajoie             | LNB      | 43 | 11               | 4                | 15               | 61               | 6                | 0 | 2                    | 2                    | 0                    |                      |                      |
| 2005-2006 | HC Ajoie             | LNB      | 42 | 14               | 10               | 24               | 67               | -                | - | -                    | -                    | -                    |                      |                      |
| 2006-2007 | Lausanne HC          | LNB      | 43 | 7                | 8                | 15               | 50               | 10               | 4 | 2                    | 6                    | 31                   |                      |                      |
| 2007-2008 | Lausanne HC          | LNB      | 44 | 9                | 11               | 20               | 32               | 11               | 2 | 4                    | 6                    | 12                   |                      |                      |
| 2008-2009 | Lausanne HC          | LNB      | 45 | 15               | 16               | 31               | 34               | 23               | 9 | 3                    | 12                   | 20                   |                      |                      |
| 2009-2010 | Lausanne HC          | LNB      | 39 | 11               | 9                | 20               | 59               | 24               | 0 | 3                    | 3                    | 14                   |                      |                      |
| 2010-2011 | Lausanne HC          | LNB      | 39 | 5                | 9                | 14               | 26               | 17               | 2 | 1                    | 3                    | 6                    |                      |                      |
| 2011-2012 | Lausanne HC          | LNB      | 41 | 6                | 8                | 14               | 20               | 15               | 2 | 3                    | 5                    | 8                    |                      |                      |
| 2012-2013 | HC Vallée de Joux    | 2e ligue | 10 | 7                | 11               | 18               | 22               | -                | - | -                    | -                    | -                    |                      |                      |
| 2012-2013 | HC La Chaux-de-Fonds | LNB      | 14 | 2                | 3                | 5                | 10               | -                | - | -                    | -                    | -                    |                      |                      |

## Palmarès
- Champion de Suisse des Juniors Élite A en 2001 avec le HC Bienne
- Champion de Suisse de LNB en 2009 et 2010 avec le Lausanne HC
- Vice champion de Suisse LNB en 2011 et 2012 avec le Lausanne HC

## Famille dans le sport
Il est le cousin d'Alain Reist, également ancien joueur de hockey sur glace.